# Менщиков, Владимир Владимирович
Владимир Владимирович Менщиков (20 июля 1965, Курган — 3 июня 2022, Курган) — российский историк, доктор исторических наук (2004), профессор (2008).

## Биография
Владимир Владимирович Менщиков родился 20 июля 1965 года в городе Кургане Курганской области.
В 1987 году окончил Пермский государственный университет. Затем в течение года преподавал на кафедре истории КПСС Пермского политехнического института.
В 1988 году вернулся в Курган и работал референтом в областном обществе «Знание»
В 1989 году его пригласили на кафедру истории Курганского государственного педагогического института. В 1995 году институт был реорганизован — на его базе создан Курганский государственный университет.
В 1995 году защитил кандидатскую диссертацию «Южное Зауралье в XVII—XVIII вв.».
С 1999 года был учёным секретарем диссертационного совета при кафедре отечественной истории
В апреле 2004 года защитил докторскую диссертацию, посвященную русской колонизации Зауралья в XVII–XVIII вв.
В 2008 году получил профессорское звание.
В разные годы заведовал кафедрами теории истории государства и права, отечественной истории Курганского государственного университета, а также был руководителем научной темы, аспирантуры и магистерской программы, под его руководством четыре аспиранта защитили кандидатские диссертации. Он ввёл в КГУ такие дисциплины, как «История России с древнейших времен до XVII века», «История Сибири», «История государства и права».
Занимался периодом освоения Курганской области и освоения западной Сибири XVII — начала XVIII века. С этим связаны были и его работы по установлению даты основания слободы Царево Городище (ныне город Курган). В 1960-х годах датой основания стал считался 1662 год и 1 декабря 1962 в Кургане отметили 300-летие основания города. В 1982 году датой основания стали считать присвоение статуса города в 1782 году. Дату основания города ученый нашел в переписной книге Льва Поскочина. В 2009 году Курганской городской Думой была официально утверждена дата 1679 год.
В последнее время работал над коллективной монографией по освоению территории Частоозерского, Петуховского, Макушинского, Мокроусовского муниципальных округов Курганской области. Ученый собирал и накапливал информацию о том, как здесь появились первые русские поселения, с какими проблемами сталкивались.
Владимир Владимирович Менщиков скоропостижно скончался 3 июня 2022 года в городе Кургане Курганской области. Прощание было 7 июня в траурном зале ЖБИ. Похоронен на кладбище села Большое Чаусово Кетовского муниципального округа Курганской области.

## Научные труды
Опубликовал более 150 исторических трудов, среди которых были монографии.
- Менщиков В.В. Заселение Южного Зауралья в XVII—XVIII вв.. — Курган, 1992. — 91 с.
- Менщиков В.В., Павлуцких Г.Г., Никитин В.А. Освоение Южного Зауралья в XVII—XIX вв.. — Курган: Изд-во Курган пединститута, 1993. — 106 с. — 1050 экз.[7]
- Менщиков В.В. Русская колонизация Зауралья в XVII—XVIII вв.: общее и особенное в региональном развитии. — Курган: Изд-во Курган. гос. ун-та, 2004. — 200 с. — ISBN 5-86328-503-6.
- Слобода Царево Городище на Таболе (1679-1782 гг.) / В. В. Менщиков и др. ; под ред. Д. Н. Маслюженко, В. В. Менщикова. — Курган: Курганский гос. ун-т, 2015. — 254 с. — 300 экз. — ISBN 978-5-4217-0318-1.
- Тимофей Невежин и русское освоение Юго-Западной Сибири в конце XVII — начале XVIII в. / Маслюженко Д. Н., Менщиков В. В., Козельчук Т. В., Пузанов В.Д., Тершукова Е.В.. — Курган: Курганский гос. ун-т, 2017. — 98 с. — 100 экз. — ISBN 978-5-4217-0402-7.